# Алегрия (озеро)
Алегри́я (исп. Laguna de Alegría) — озеро вулканического происхождения в Сальвадоре.

## Географическое положение
Лагуна находится в кратере вулкана Текапа (исп. Tecapa) в кантонах Сан-Хуан и Апастепеке (исп. San Juan y Apastepeque), принадлежащих муниципалитету Алегрия (исп. Alegría), департамента Усулутан (исп. Usulután)
.

## Физические данные
Экосистема расположена во впадине, глубиной 80-90 метров, окружена возделываемыми кофейными плантациями и покрыта влажными лесами. Площадь водного зеркала 0,43 км², максимальная глубина — 26 метров, средняя — 2 метра. Высота над уровнем моря — 1500 метров. Ph колеблется от 2,0 до 3,2, являясь достаточно кислой средой для выживания любого гидробиологического вида. Температура варьируется с глубиной от 19 до 23,1 °C.

## Фауна
В силу характера своего происхождения лагуна отличается высокой концентрацией серы, что не позволяет гидробиологическим организмам жить в его водах. В лесах, окружающих лагуну имеются некоторые виды птиц.

## Социально-экономические данные
Население примыкающих к лагуне районов, распределяется по двум кантонам согласно «Статистическому ежегоднику» за 1995 год следующим образом: в Апастепеке проживает 817 человек, из которых 52,1 % — мужчины, а 47,9 % — женщины, а в кантоне Сан-Хуан — 567 жителей, из которых 48,8 % — мужчины и 51,2 % — женщины.

## Туризм
Лагуна, окруженная живописным лесом, привлекает туристов. От небольшого городка Алегрия, куда можно добраться на общественном транспорте — 2 километра пути.